# Grand Zimbabwe
Pour les articles homonymes, voir Zimbabwe (homonymie).
Le Grand Zimbabwe (ou Monument national du Grand Zimbabwe) est un ensemble de ruines d'une cité médiévale d'Afrique méridionale, située à une trentaine de kilomètres au sud de la ville de Masvingo, dans le sud du Zimbabwe. Cette cité fut, du XIIIe au XVe siècle, le centre de l'empire du grand Zimbabwe, lequel couvrait les territoires du Zimbabwe (qui tient son nom de la cité) et du Mozambique actuels.
Zimbabwe, qui est une forme courte de « ziimba remabwe », est un mot shona (dialecte chikaranga) qui signifie « la grande maison faite de pierres ». Le site s'appelle Grand Zimbabwe par opposition à d'autres sites similaires mais plus petits appelés aujourd'hui zimbabwes au Zimbabwe et en Afrique du Sud.
Le site figure au patrimoine mondial de l'Unesco.

## Histoire

### Construction
Le Grand Zimbabwe fut bâti au cours d'une période se situant entre le XIe siècle et le XVe siècle. À son apogée, on estime généralement que la ville devait abriter environ 18 000 habitants.
Le lieu est divisé, selon l'Unesco en trois parties : la ville haute (Hill Ruins), le Grand Enclos (Great Enclosure) et une série d'habitations disséminées dans la vallée (Valley Ruin) pour un total de près de 8 km2.

### Découverte
Des commerçants portugais sont les premiers Européens à parcourir les ruines de la vieille ville au début du XVIe siècle. Un explorateur européen décrit le site en ces termes :

« À proximité des mines d'or de l'intérieur, entre la Limpopo et le Zambèze, il existe une forteresse de pierre d'une taille extraordinaire, sans qu'il semble que du mortier ait été utilisé... Cette construction est entourée de collines sur lesquelles se trouvent d'autres constructions similaires n'utilisant pas de mortier, et l'une d'entre elles est une tour de plus de 12 brasses [22 mètres] de haut. Les habitants de la région appellent ces constructions Symbaoe, qui signifie en leur langage : "cour". »

— Viçente Pegado, captaine, garnison portugaise de Sofala, 1531.
Le site est aussi le berceau du Zimbabwe moderne, où l'oiseau Zimbabwe — le symbole national du Zimbabwe — fut découvert.

Vues du Grand Zimbabwe
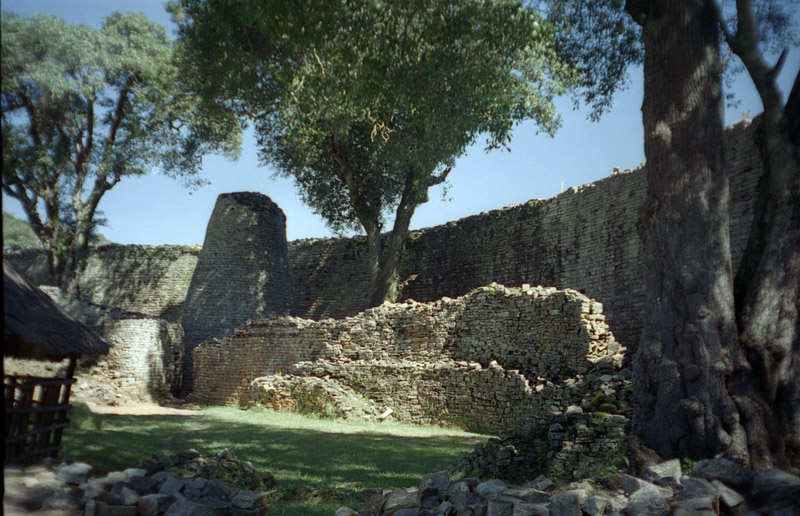
La tour conique dans le Grand enclos.
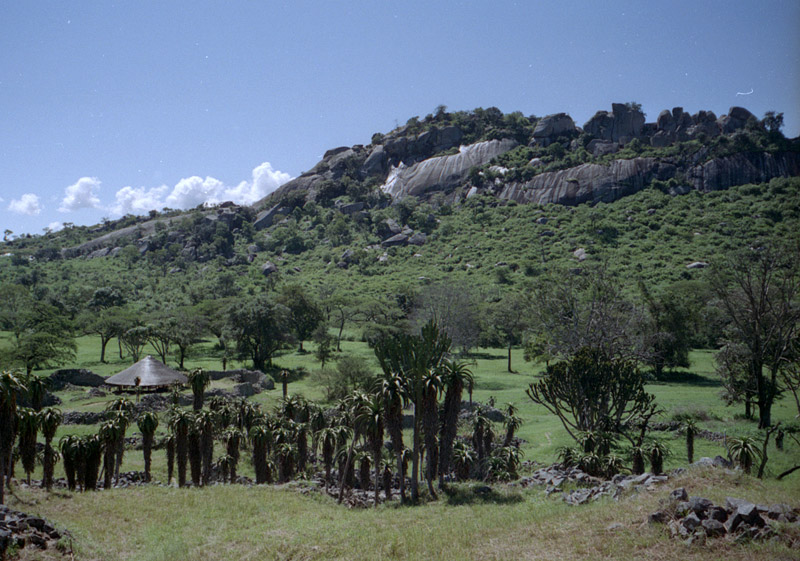
L'Ensemble de la colline.
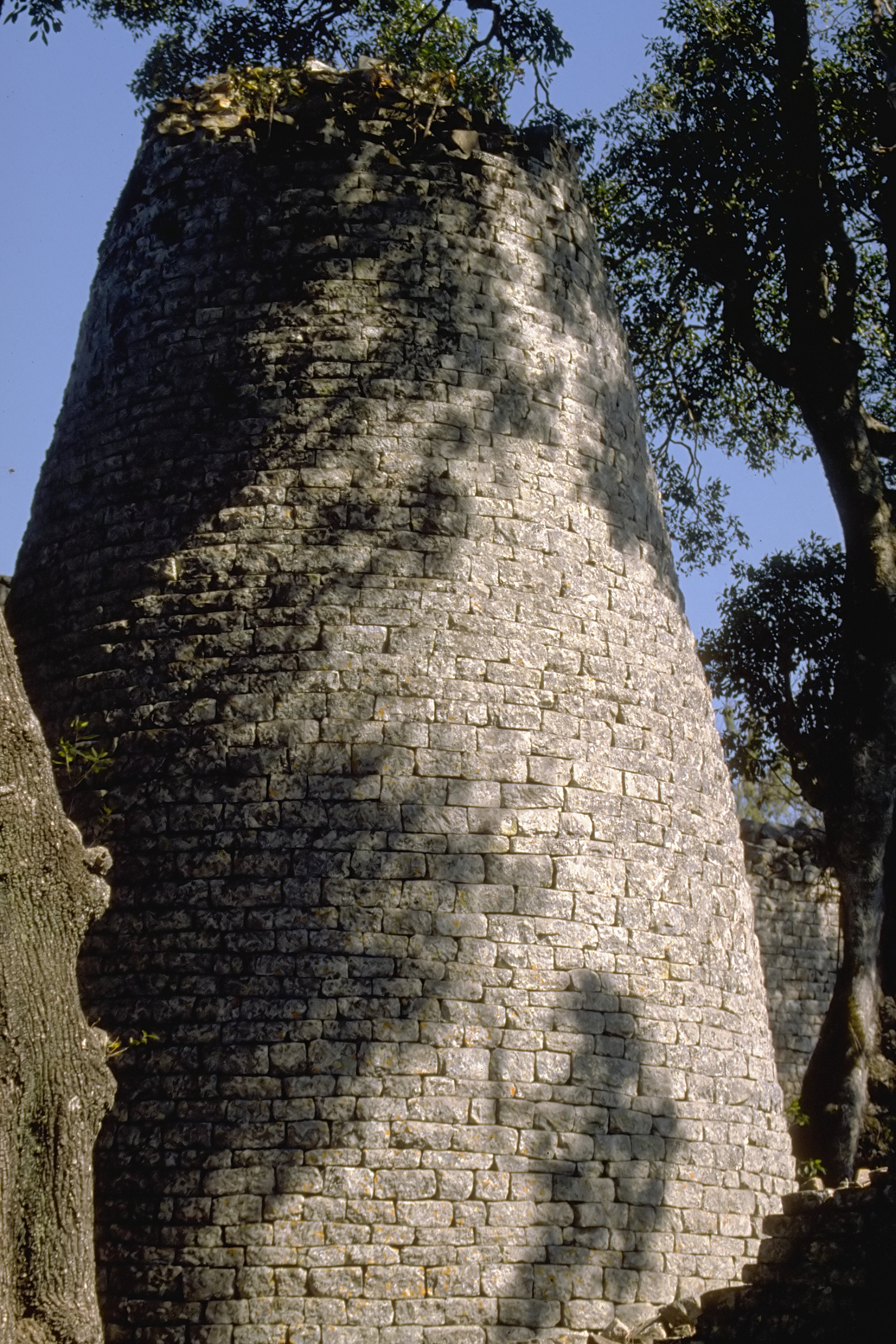
La tour conique.

### Fouilles archéologiques

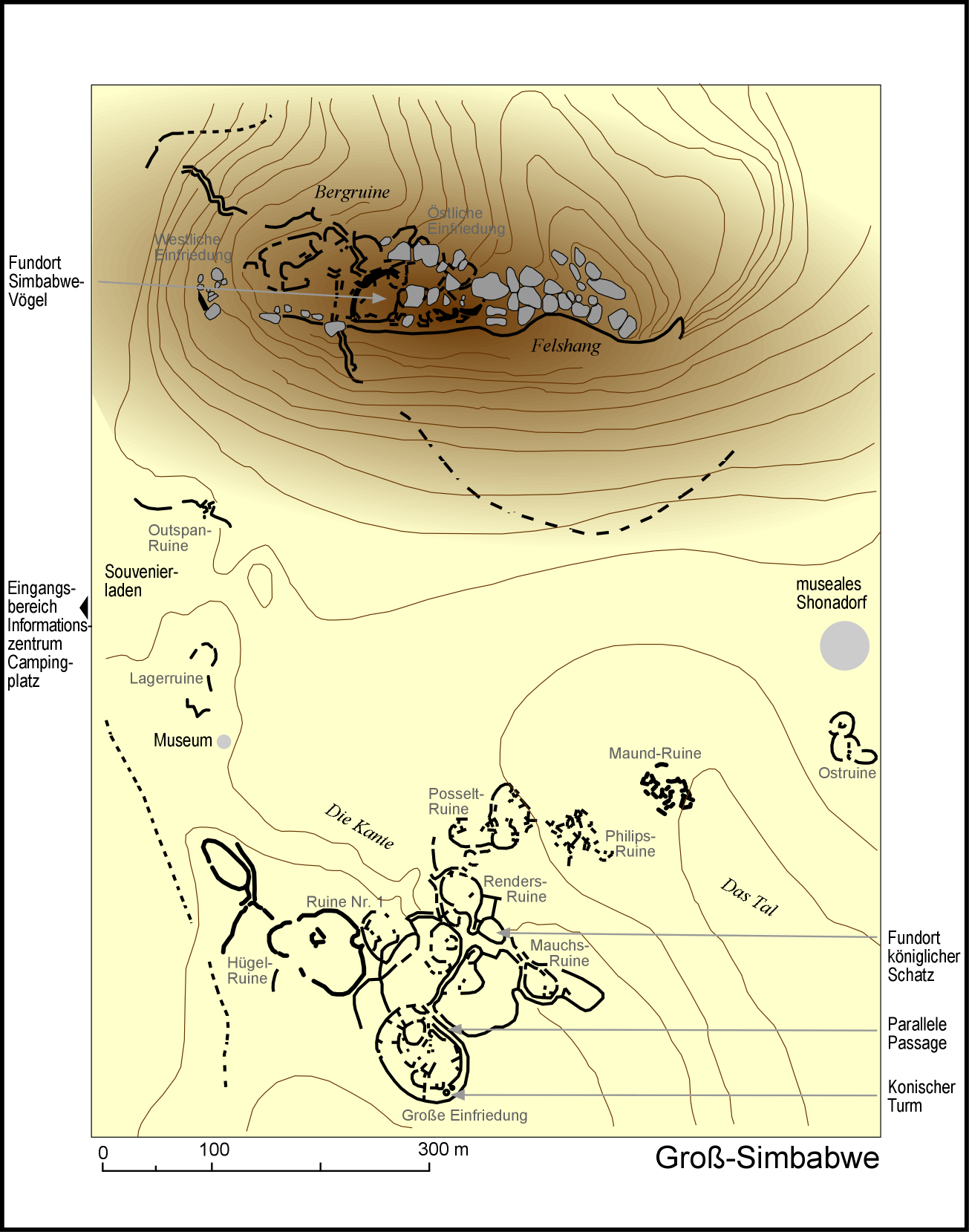
Ruines du Grand Zimbabwe.

Les spéculations de la deuxième moitié du XIXe siècle sont balayées lorsque les premiers vrais archéologues fouillent le site.
Aux environs de 1905, l'archéologue britannique David Randall-MacIver déclare dans son rapport de fouilles que les ruines doivent dater du XIVe ou du XVe siècle de l'ère chrétienne et qu'elles sont l'œuvre des autochtones.
Les premières études scientifiques d'envergure sont menées par l'archéologue britannique Gertrude Caton-Thompson qui, en 1929, à la tête d'une mission entièrement féminine, mène des fouilles sur le site et confirme l'origine africaine de la cité.
Il est maintenant établi que les fondateurs du Grand Zimbabwe, le peuple Shona, s'implantèrent ici au XIe siècle et que l'occupation de la ville continua jusqu'au XVe siècle.
Le site fut un lieu de commerce. Les fouilles archéologiques ont mis au jour des perles de verre et des fragments de porcelaine chinoise allant du XIIe au XIVe siècle et de faïence persane du XIIe siècle, ainsi que de l’or et des monnaies arabes de Kilwa,.
Vers 1450, le Grand Zimbabwe fut abandonné parce que l’arrière-pays ne suffisait plus à nourrir les habitants trop nombreux et en raison de son déboisement.

### Vandalisme
À partir de la fin du XIXe siècle, le vandalisme des visiteurs a beaucoup nui aux sols, éventrés dans l'espoir de mettre la main sur des objets de valeur, espoir souvent déçu.

### Restauration
Les restaurations des soixante dernières années vont de la réfection d'entrées étroites en entrées monumentales dignes d'une reine (celle de Saba en l'occurrence) à l'injection (restée à l'état expérimental) de résine qui, trop sensible aux rayons ultra-violets, suinte par les joints des pierres.
Pour obtenir les dalles de granit nécessaires aux restaurations, on fait brûler un grand feu sur une aire de granit puis l'on répand les braises et le bois en combustion sur une surface de 6 m sur 2. Au bout d'une heure, on ressent sous les pieds comme une vibration sourde, indiquant le soulèvement d'une dalle, des mêmes dimensions, du substrat granitique. La dalle est ensuite extraite à l'aide de leviers et brisée à coups de masse en blocs utilisables.

## Architecture

### Urbanisme
Construite entièrement en pierre (granit), la ville s'étendait sur 8 km2 pour une zone d'influence d'un rayon de 160 à 320 km. Les vestiges se répartissent en trois ensembles architecturaux : l'Ensemble de la colline ou les Ruines de la colline (Hill Complex ou Hill Ruins), l'Ensemble de la vallée ou les Ruines de la vallée (Valley Complex ou Valley Ruins) et, le plus célèbre, le Grand enclos (Great Enclosure).

### Ruines de la colline
S’appuyant sur un énorme chaos granitique couronnant un éperon de direction nord-est/sud-ouest, ces ruines ont été habitées sans discontinuer du XIe au XVe siècle, d'où de nombreuses strates archéologiques. À partir du XIIIe siècle, on a construit des murs en blocs de granit formant deux enclos distincts, desservis par des passages étroits, parfois couverts. On considère qu'il s'agit d'une « ville royale », l’enclos occidental étant la résidence des chefs successifs et l’enclos oriental, où ont été trouvés six grands poteaux surmontés chacun d'un oiseau en stéatite ou pierre à savon, remplissant une fonction rituelle,.

### Ruines de la vallée
Il s'agit d’habitats disséminés dans la vallée et datant du XIXe siècle. Chacun comprend de nombreuses constructions en pisé (huttes, sols et bancs intérieurs, supports de récipients, bassins, etc.) et des murs en pierre sèche isolant chaque ensemble. La maçonnerie des murs présente un niveau élevé de qualité artisanale, avec une décoration constituée de chevrons et de damiers.

### Grand enclos
Situé en contrebas de la colline, au sud, il date du XIVe siècle. De plan elliptique, il est délimité par un mur en blocs de granit taillés et appareillés en assises régulières. Il renferme des habitations en pisé (daga, mélange d’arène granitique et d’argile), un espace communautaire et un passage resserré menant à une tour conique pleine. Les huttes étaient regroupées à l’intérieur de murs d’enceinte en pierre. À l’intérieur de chaque espace communautaire, de nouveaux murs délimitaient des enceintes familiales, chaque famille disposant généralement d’une cuisine, de deux huttes d’habitation et d’une cour.

Vues du Grand Zimbabwe
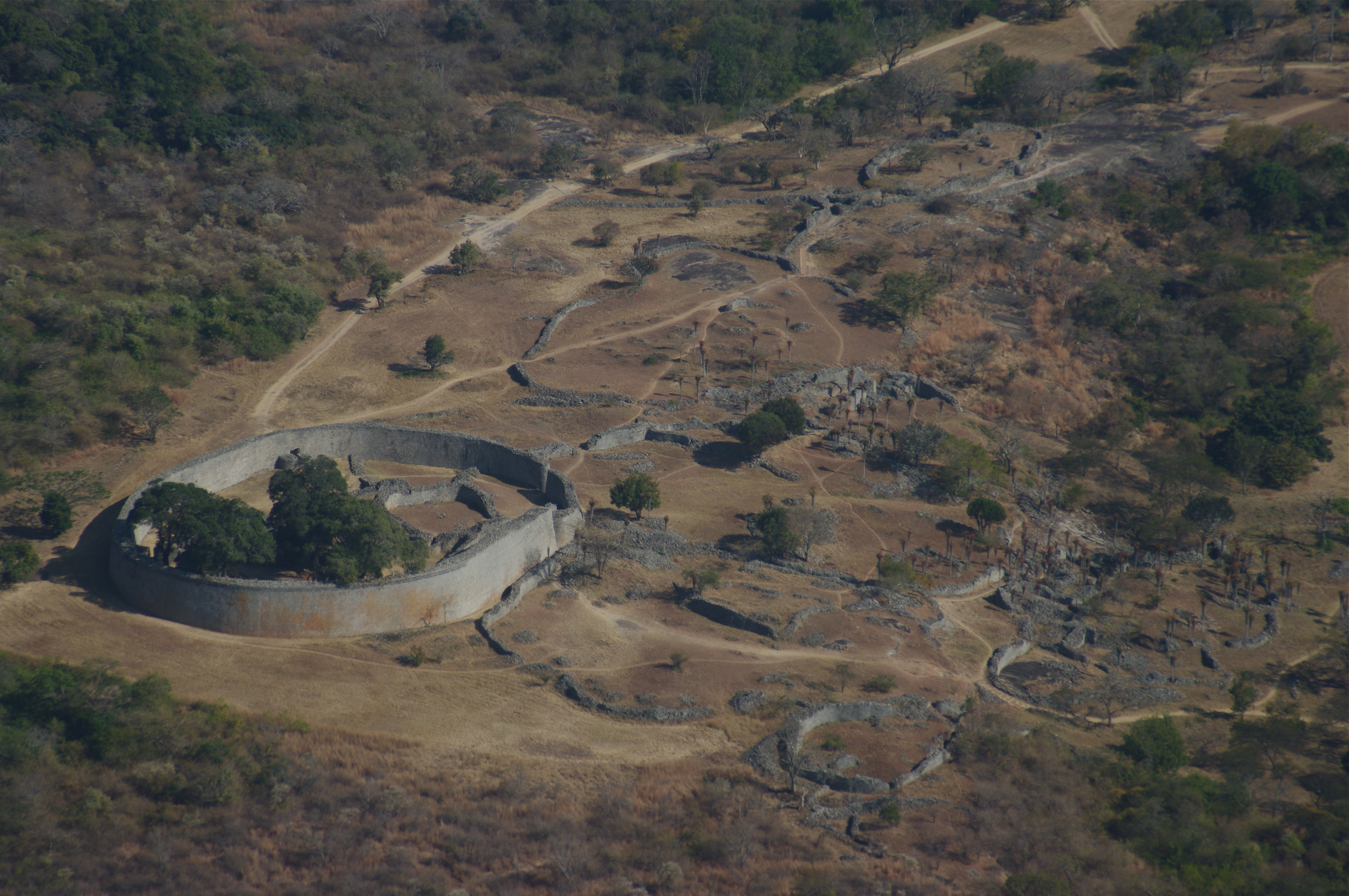
Vue aérienne du site.
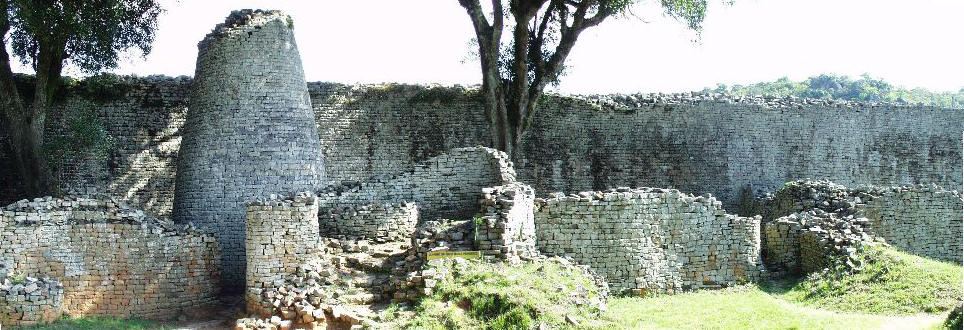
Tour conique pleine à l'intérieur du grand enclos.
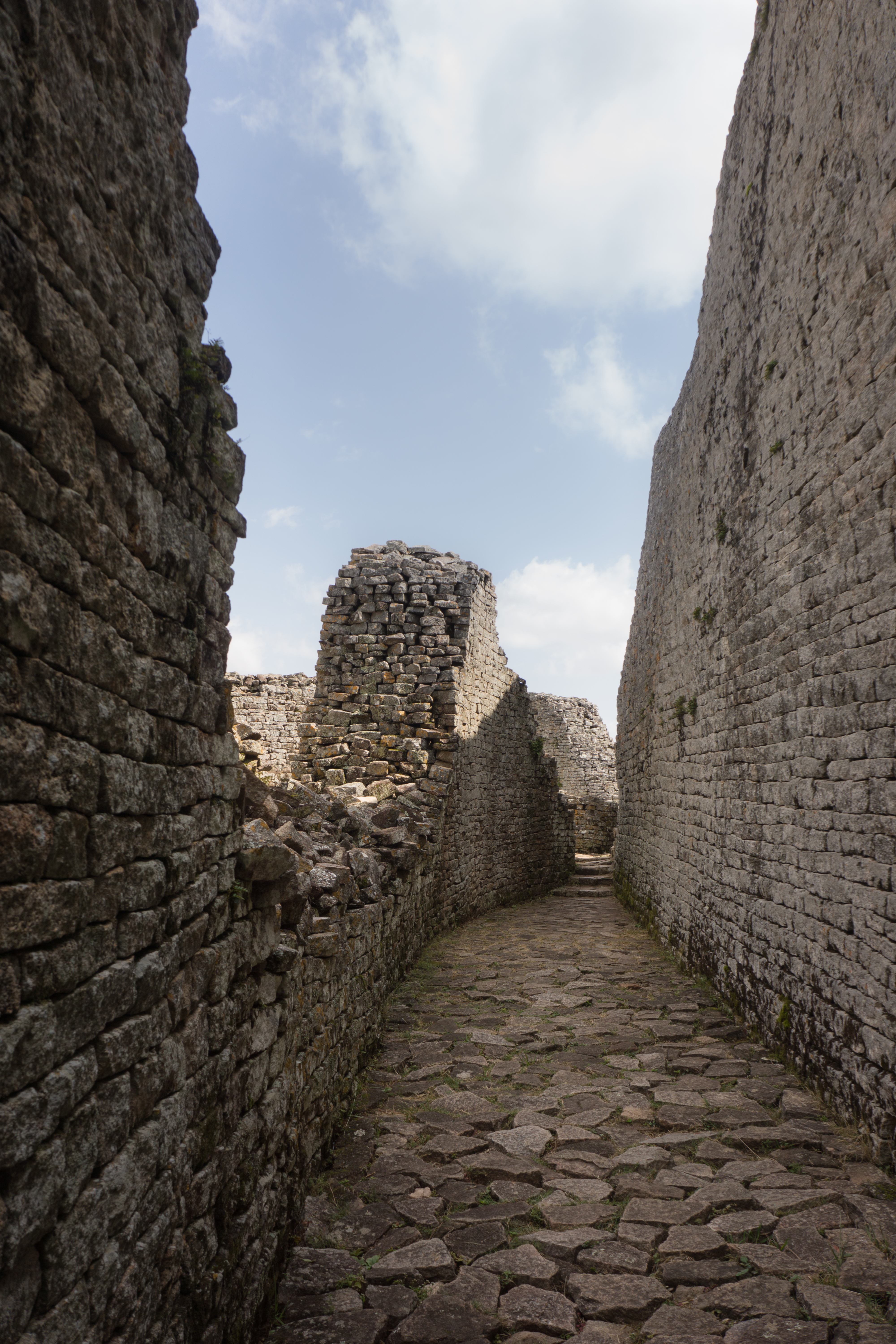
Intérieur du passage resserré menant à la tour.

## Théories
Au XIXe siècle, après avoir été explorées par le chasseur et trafiquant américain Adam Renders (en) en 1868 et visitées par le géologue allemand Karl Mauch en 1871. Les ruines deviennent rapidement familières aux lecteurs anglais, grâce à la publication, en 1892, sous le titre de Ruined Cities of Mashonaland, des fouilles conduites par James Theodore Bent sous le patronage de Cecil Rhodes. Bent, que ses expériences archéologiques avaient conduit en Grèce et en Asie mineure, estime que ces ruines ont pour constructeurs les Phéniciens.
En 1885, alors que ces précisions historiques font encore défaut, l'écrivain Henry Rider Haggard, qui est fonctionnaire du gouvernement du Transvaal, consacre un roman-fleuve aux « mines du Roi Salomon » (King Solomon's Mines) comportant en annexe une notice d'une dizaine de pages, hautes en couleur et en descriptions sur les travaux de son ami Théodore Bent sur le Grand Zimbabwe, construit selon Bent et ses amis par les « Himyarites de l'Arabie », regroupés par eux dans la catégorie des Phéniciens.
Même après la publication de Ruined Cities of Mashonaland, de nombreuses théories sur les origines de la ville continuent à être formulées. Toutes ont un élément commun : la ville ne peut pas avoir été bâtie par des Bantous. Elle doit avoir une origine méditerranéenne ou biblique. Mauch pense à la cité d'Ophir de la Reine de Saba,.
Plus récemment, une thèse défendue par le professeur Cyril A. Hromnik dans son livre Indo-Africa, paru en 1981, voit dans les ruines du Grand Zimbabwe le résultat de l'occupation de cette partie de l'Afrique par l'Inde.
Finalement, ces théories seront invalidées par des recherches scientifiques qui confirment l'origine africaine de ces constructions. Les données anthropologiques montrent que les squelettes découverts en différents endroits sont nettement bantous et ne présentent aucun caractère européen.

## Protection
Le site est juridiquement protégé depuis 1893. C'est un « monument national » rattaché à l'Autorité de gestion des parcs et de la faune du Zimbabwe et il figure au patrimoine mondial de l'Unesco.

## Dans la culture populaire

Armoiries du Zimbabwe.

Sur les armoiries du Zimbabwe, dans le champ de sinople se trouve une représentation du monument.
Le Grand Zimbabwe peut être construit comme merveille mondiale dans le jeu vidéo Civilization VI (2016).